# Келбасін
Келбасін (пол. Kiełbasin, нім. Kielbasin, 1942-45: Worst) — село в Польщі, у гміні Хелмжа Торунського повіту Куявсько-Поморського воєводства.
Населення — 126 осіб (2011).
У 1975—1998 роках село належало до Торунського воєводства.

## Демографія
Демографічна структура станом на 31 березня 2011 року:
|          | Загалом | Допрацездатний вік | Працездатний вік | Постпрацездатний вік |
| -------- | ------- | ------------------ | ---------------- | -------------------- |
| Чоловіки | 65      | 24                 | 38               | 3                    |
| Жінки    | 61      | 9                  | 36               | 16                   |
| Разом    | 126     | 33                 | 74               | 19                   |

## Персоналії
- Антон Грот (1884—1974) — голлівудський артдиректор польського походження.